# Piper cadenaensis
Piper cadenaensis är en pepparväxtart som beskrevs av M.C. Tebbs. Piper cadenaensis ingår i släktet Piper och familjen pepparväxter. Inga underarter finns listade i Catalogue of Life.